# Susan Graham
Susan Graham (ur. 23 lipca 1960 w Roswell) – amerykańska śpiewaczka operowa, mezzosopran.

## Życiorys
Wychowała się w Midland w Teksasie, gdzie studiowała na Texas Tech University i Manhattan School of Music.

Zdobyła nagrody w Metropolitan Opera oraz w San Francisco Opera.
 Na scenie operowej debiutowała w 1994 w Covent Garden w Cherubinie Masseneta. 
Jest doskonałą odtwórczynią oper francuskich i pieśni współczesnych kompozytorów amerykańskich.
 26 lutego 2011 wystąpiła w MET w tytułowej roli, w operze Ifigenia na Taurydzie Glucka wraz z Plácido Domingo w partii Orestesa.